# راشد ورجب (فلم)
راشد ورجب- فيلم كوميدي إماراتي، تم عرضه عام 2019م، من تأليف: شادي الفونس، ومن إخراج: محمد سعيد حارب.

## قصة الفيلم وأحداثه
تدور قصة الفيلم حول المدير التنفيذي الإماراتي «راشد»، الذي لعب دوره مروان عبد الله، وهو رجل ثري يعمل في شركة كبيرة، يهتم بشكله وأناقته، ولديه زوجة وبنت ليستا قريبتين منه بالحد الكبير، نظراً لطباعه الحادة، ومن الجهة الأخرى يظهر «رجب» الذي أدى دوره شادي ألفونس، وهو عامل توصيل مصري، يعمل في إحدى المطاعم الهندية في الإمارات، وهو على النقيض تماماً من «راشد»، حيث يهتم بابنته وزوجته، ورغم أحواله المادية الصعبة، إلا أنه يحاول إرضاءهما بشتى الطرق، وفي أحد الأيام، يتعرض «راشد» و«رجب» لحادث، ويتسبب هذا الحادث في تبادل أجسادهما، فيصبح «راشد» في جسد «رجب»، و«رجب» في جسد «راشد»، لتبدأ المشاهد والمواقف الكوميدية حينما يتعامل كل شخص منهما مع عائلته الجديدة، خصوصاً بعدما اتفق أن كل واحد منهما على عيش حياته بشكل عادي مع عائلته، وعليهما البحث عن طريقة لإعادة الأمور إلى نصابها، وحدث كل ذلك، بعد أن تمنى «رجب» في أحد الأيام أن يعيش حياة «راشد»، الذي يقتني أحدث سيارة ولديه منزل فخم وابنته التي تدرس في أفضل مدرسة، على عكس حياته الفقيرة، فيقابل «دجالة» في القرية العالمية حينما كان مصطحباً زوجته وابنته للترفيه هناك، وتعطيه قلادة بـ100 درهم، أخبرته أنها ستغير من حياته إلى الأفضل، وبعدها بيوم يصطدم «رجب» بدراجته في سيارة «راشد»، وتتحول حياتهما رأساً على عقب.

## طاقم العمل
شارك في الفيلم الإماراتي "راشد ورجب" مجموعة كبيرة من الممثلين، نذكر من بينهم:
- شادي الفونس، في دور "رجب"
- مروان عبدالله، في دور "راشد"
- دعاء رجب، في دور "حسنية"
- شيمة، في دور "لطيفة"
- هيفاء العلي، في دور "أبرار"
- سميرة الوهيبي، في دور"ماريا"
- فادي إبراهيم، في دور "دوكاس" (ضيف شرف)
- فهد البتيري، في دور "فهد"
- محمد سعيد حارب
- ونهو تشونج، في دور "المسعف" فنان كوميدي أردني، ولد لأب كوري جنوبي وأم فيتنامية في مدينة جدة السعودية في عام 1980
- نورا الدسوقي.
- مهرة مصطفى.
- نورين خالد.

## روابط خارجية
- راشد ورجب على موقع قاعدة بيانات الأقلام العربية.
- راشد ورجب ، الاعلان الرسمي عن الفيلم
- رابط لمشاهدة فيلم راشد ورجب.
- راشد ورجب على موقع IDMB (بالإنجليزية)
- راشد ورجب على موقع MUBI (بالإنجليزية)
- راشد ورجب علي موقع FILM CENTER (بالإنجليزية)
- راشد ورجب على موقع قاعدة بيانات الفيلم (بالإنجليزية)